# 古尔伯加
古尔伯加（卡纳达语：Gulbarga ಗುಲ್ಬರ್ಗ）是印度卡纳塔克邦的一个城市，位于卡纳塔克邦的东部。

## 历史
1347年直至1425年，古尔伯加曾经是巴曼尼素丹国的首都。